# Carlos Delfino
Pour les articles homonymes, voir Delfino.
Carlos Delfino, né le 29 août 1982 à Santa Fe, est un joueur argentin de basket-ball, évoluant au poste d'arrière ou d'ailier. Delfino a aussi la nationalité italienne.

## Biographie
Après un début de carrière en Argentine, il rejoint la Lega italienne. En 2003, il devient le premier argentin à être drafté par les Pistons de Détroit.
Avant de rejoindre la NBA en 2004, il fait partie de la sélection argentine qui remporte son premier titre olympique lors des Jeux olympiques de 2004 à Athènes.
Ses débuts en NBA sont stoppés par une blessure au genou qui le tient éloigné des terrains pendant trois mois. À son retour, sa créativité offensive est limitée par le jeu défensif de Larry Brown.
L'arrivée de Flip Saunders va lui permettre de prendre une part importante dans la rotation des Pistons derrière Tayshaun Prince et Richard Hamilton.
En juillet 2013, Delfino retourne aux Bucks de Milwaukee mais se casse le pied et ne joue pas de la saison. À la fin de la saison, il est envoyé aux Clippers de Los Angeles et licencié trois jours plus tard.
Il rejoue ensuite en 2017 dans le club argentin de Boca Juniors. En septembre 2017, Delfino s'entraîne avec le Saski Baskonia, entraîné par son ami Pablo Prigioni. Pour pallier les absences de plusieurs joueurs, Delfino obtient un contrat court avec le club. Avec le retour de blessure de Jordan McRae et la démission de Prigioni, Delfino quitte le club.
En juillet 2018, Delfino rejoint le Fiat Turin, club entraîné par son ancien entraîneur Larry Brown. En décembre 2018, Larry Brown est licencié et en janvier 2019, Delfino est aussi licencié, pour faute grave (il est accusé de s'être montré violent envers le vice-président du club Francesco Forni). Delfino conteste ce motif de licenciement en regard du droit du travail,,.
En février 2019, Delfino signe avec le Fortitudo Bologne qui évolue en Serie A2, la seconde division italienne.
Il est connu sous les surnoms de "Cabeza" (Tête), "Lancha" (Bateau) et "Quesón" (Grand fromage).

## Club
- 1998-1999 :  Olímpia de Venado Tuerto.
- 1999-2000 :  Club Atlético Unión.
- 2000-2002 :  Reggio de Calabre.
- 2002-2004 :  Skipper Bologne.
- 2004-2007 :  Pistons de Détroit.
- 2007-2008 :  Raptors de Toronto.
- 2008-2009 :  BC Khimki Moscou.
- 2009-2012 :  Bucks de Milwaukee.
- 2012-2013 :  Rockets de Houston.
- 2017 :  Boca Juniors
- 2017 :  Saski Baskonia
- 2018-2019 :  Fiat Turin
- 2019 :  Fortitudo Bologne
- depuis 2020 :  Victoria Libertas Pesaro

## Palmarès

### Équipe nationale
- Jeux olympiques d'été
  -  Médaille d'or aux Jeux olympiques de 2004 à Athènes, en Grèce.
  -  Médaille de bronze aux Jeux olympiques de 2008 à Pékin, en Chine.
- Championnat des Amériques
  -  Vainqueur du Championnat des Amériques 2011 à Mar del Plata (Argentine).
  -  Médaille d'argent au Championnat des Amériques 2007 à Las Vegas (États-Unis).
  -  Vainqueur du championnat des Amériques 2022
- autres
  - Médaille de bronze du championnat du monde des moins de 21 ans 2001 à Saitama, au Japon.

### En club
- Finales NBA contre les Spurs de San Antonio en 2005 avec les Pistons de Détroit.
- Champion de la Conférence Est en 2005 avec les Pistons de Détroit.
- Champion de la Division Centrale en 2005, 2006 et 2007 avec les Pistons de Détroit.